# Saint-Germain-lès-Arlay
Saint-Germain-lès-Arlay – miejscowość i dawna gmina we Francji, w regionie Burgundia-Franche-Comté, w departamencie Jura. W 2013 roku jej populacja wynosiła 494 mieszkańców. 
1 stycznia 2016 roku połączono dwie wcześniejsze gminy: Arlay oraz Saint-Germain-lès-Arlay. Siedzibą gminy została miejscowość Arlay, a nowa gmina przyjęła jej nazwę. 